# Vesicomya sirenkoi
Vesicomya sirenkoi is een tweekleppigensoort uit de familie van de Vesicomyidae. De wetenschappelijke naam van de soort is voor het eerst geldig gepubliceerd in 1998 door Egorova.